# Rikke Schubart
Rikke Schubart (født 16. november 1966) er en dansk forfatter og filmforsker, der underviser på Institut for Litteratur, Kultur og Medier ved Syddansk Universitet i Odense. Hun forsker i amerikansk populærfilm efter 1970 og debuterede i 1993 med I lyst og død: Fra Frankenstein til splatterfilm, en analyse af gysergenren i litteatur og film. Hun har siden skrevet en række bøger om horror- og actionfilm og om kvinder på film. Hun har skrevet en børnebog, Prinsessen der brokkede sig hele tiden (Høst og søn, 2005). 
Hun udgav i 2008 vampyrromanen Bid (Politikens Forlag, 2008), der blandt andet blev promoveret via en reklamefilm, der kan ses under eksterne henvisninger. I 2009 – i anledning af 200-året for den amerikanske forfatter Edgar Allan Poes fødsel – er hun sammen med A.M. Vedsø Olesen, Patrick Leis og Steen Langstrup aktuel med gyserantologien Poe: 4 makabre hyldester. I denne antologi bidrager Scubart med novellen Ormekur, der er et cadeau til Poes Berenice. 
Den seneste bog, Super Bitches and Action Babes: The Female Hero in Popular Cinema, 1970-2006 (McFarland, 2007), er en analyse af kvindelige helte i populærfilmen. Bogen har både kapitler om kendte skuespillere som Pam Grier, Milla Jovovich og Sigourney Weaver samt mindre kendte skuespillere som Meiko Kaji og Cynthia Rothrock.

### Skønlitteratur
- Prinsessen der brokkede sig hele tiden (Høst & Søn, 2005)
- Bid (Politikens Forlag, 2008)
- Poe: 4 makabre hyldester (2 Feet Entertainment, 2009)
- Kød (Playwithfear forlag, 2021)
- Serkets Skorpioner (Playwithfear forlag, 2021)

### Faglitteratur
- I lyst og død: Fra Frankenstein til splatterfilm (Borgens Forlag, 1993)
- Schub, Schub, Schub (film top-ti i Inferno nr. 3, 1993)
- Verdens 25 bedste gyserfilm (Rosinante, 2001)
- Med vold og magt: Actionfilm fra Dirty Harry til The Matrix (Rosinante, 2002)
- Made in America: Tendenser i amerikansk film (Gads Forlag, 2003)
- Femme Fatalities: Representations of Strong Women in the Media (Nordicom, 2004)
- Super Bitches and Action Babes: The Female Hero in Popular Cinema, 1970-2006 (McFarland Publishers, 2007)
- Mastering Fear: Women, Emotions, and Contemporary Horror (Bloomsbury, 2018)